# Ferdous Ahmed
Ferdous Ahmed es un actor de Bangladés, que actúa en  películas de dicho país y de Bengala Occidental, en la India.

## Carrera
Ferdous se hizo conocido por primera vez como actor de televisión, y luego como actor de cine a mediados de 1977. Ha filmado más de 200 películas en Bangladés y Bengala Occidental, en la India. Debutó en la película Hothat Brishti, una coproducción entre los dos países mencionados.
Ferdous es también modelo. También es dueño de Nuzhat Films, una productora de TV CinemaScope y de planificación de eventos.

## Vida personal y educación
Ferdous se casó con Tania el 9 de diciembre de 2004. Estudió relaciones públicas y periodismo en la Universidad de Daca.

## Trabajo como modelo
Ferdous trabajó como modelo de pasarela en el sector de la moda antes de su llegada a la industria del cine. Trabajó por primera vez como modelo con el diseñador de moda internacional Bibi Rasel y apareció en un desfile de moda de gran escala en la primera década de 1990.

## Trabajo como actor
Ferdous hizo su presentación en la industria del cine con el coreógrafo de danza Amir Hossain Babu. En ese período, Amir Hossain Babu tenía previsto dirigir una película basada en el baile, llamada Nach Moyuri nach. En su búsqueda de actores, Babu encontró a Ferdous, pero no pudo comenzar a trabajar en dicho filme. Después de la repentina muerte del actor de cine Salman Shah, Ferdous ocupó su lugar.
Chotku Ahmed, director de Büker vetor agun, película en la que trabajó Ferdous Ahmed, cambió el guion después de la muerte de Salman Shah y le proporcionó la oportunidad de interpretar el papel. Más tarde, hizo con Ferdousde forma independiente la película Prithibi amare chay na, dirigida por Anjon Chowdhury, en el año 1998. En ese momento, Ferdous Ahmed se volvió popular después del lanzamiento de la película Hotath Brishty, dirigida por Bashu Chatterjy. Esta fue una producción conjunta de la India y Bangladés. La popularidad le llevó a conseguir el Premio Nacional de Cine de ese año. En ese momento, comenzó a trabajar en películas de forma regular.
Ferdous actuó en dos películas de Bashu Chatterjy —Chupi Chupi (2001) y Tok mishti Jhal (2002)—. En 2003, actuó en Chondrokotha, del escritor y cineasta Humayun Ahmed y Kal shokale, de Amzad Hossain. Después actuó en Bachelor, de Mostofa Sarwar Faruki y Meher Nigar —la primera película acerca del poeta  Kazi Nazrul Islam, dirigida por Moushumi-Guljar—. En 2005, Ferdous Ahmed realizó de nuevo en la segunda película hecha a partir de la secuencia de comandos de la literatura del poeta nacional. La película nombrada 'Rakkhushi' y actuó magníficamente con la actriz principal Rojina. En el mismo año también actuó en la película 'Ayna' dirigido por la actriz populares Kobori.
En 2006 Ferdous trabajó en dos películas de Didarul Alam. El primero se hizo de la novela culta de Humayun Ahmed 'Nondito Noroke' - la película también fue nombrado 'Nondito Noroke' y dirigido por Ahmed Belal. El segundo fue dirigida por Didarul Alam y nombrado 'Na Boloña'. En la segunda película Ferdous actuó de carácter especial en la primera y última de la película.
En el próximo año de 2007 actor de cine de Bangladés Ferdous Ahmed realizó en la película tremendamente éxito comercial 'Khairun Shundori' - la película se hizo en perspectiva rural y dirigida por AK Sohail.
En 2008 Ferdous realiza únicamente en la película 'Rupantor' dirigida por Abu Saeed. En 2009 actúa en la película 'Gonga jatra' lo llevó el segundo Premio Nacional de Cinematografía. Ganó el premio en categoría de mejor actor de forma conjunta con Chonchol Chowdhury de 'Monpura'. En ese año también se realizó en una canción tema de la película 'Ke Ami' dirigida por Wakil Ahmed.
En 2010, Ferdous actuó en algunas de las películas populares como 'Golapi ekhon bilete' por Amzad Hossain, película hecha en perspectiva de los deportes 'Jaago' dirigida por Khijir Hayat y la película basada en la guerra de libración de Bangladés 'Gurilla' dirigida por Nasir Uddin Yusuf.
En 2011, otra película llamada 'Kushum Kushum Prem' dirigida por Mushfiqur Rahman Guljar fue puesto en libertad y también actuó en un carácter especial en la película llamada 'K check in por k'. Por el momento Ferdous también actuó en una película de acción de la India y participó en la película 'Khoka - babu' en 2012.
Ahora actor de cine de Bangladés Ferdous Ahmed es producir su propia película; 'Copa Ek Cha' se encuentra bajo la producción ahora que es dirigido por Imtiaj Neyamul y el segundo se encuentra bajo la producción llamado 'Hotath shedin' - dirigido por Bashu Chatterjy. Y ahora Ferdous está bajo contrato para las películas 'Emonto prem hoy' dirigida por Mostafijur Rahman Manik y 'Juge juge tumi amar e' por Jakir Hossain Raju.

## Filmografía
| N.° | Año  | Título                       | Rol                       | Coestrellas                                                |
| --- | ---- | ---------------------------- | ------------------------- | ---------------------------------------------------------- |
| 1   | 1998 | Hothat Brishti               | Ajith                     | Priyanka Upendra                                           |
| 2   | 2001 | Dada Thakur                  | Raja                      | Victor Banerjee Ranjit Mallick laboni sarkar               |
| 3   | 2001 | Mitti                        | Deva                      | Hindi Film                                                 |
| 4   | 2002 | Tak Jhal Mishti              | Ajith                     | Priyanka Trivedi                                           |
| 5   | 2011 | Guerrilla (2011 film)        | Hasan Ahmed               | Joya Ahsan                                                 |
| 6   | 2013 | Shubho Bibaho                | Rajib                     | Riaz Apu Biswas purnima amin khan                          |
| 7   | 2012 | Final Mission                |                           |                                                            |
| 8   | 2004 | Dadu No. 1                   | Akash                     | Ranjit Mallick Rachana Banerjee                            |
| 9   | 2008 | Biyer Lagna                  | Akash                     | Rachana Banerjee                                           |
| 10  | 2011 | Kusum Kusum Prem             | Hashem                    | Moushumi Riaz                                              |
| 11  | 2002 | Swapner Feriwala             | Siddhartha                | Subrata Dutta Nilanjana Sharma                             |
| 12  | 2008 | Tui Jodi Aamar Hoiti Re      | Shawon                    | Shakib KhanMoushumi Shabnur                                |
| 13  | 2008 | Amar Ache Jol                |                           | Zahid Hasan mim                                            |
| 14  | 2008 | Aaynate                      | Rajat                     | Rituparna Sengupta                                         |
| 15  | 2005 | Amar Swapno Tumi             | Sahed                     | Shakib Khan Shabnur                                        |
| 16  | 2003 | Kokhono Megh Kokhono Brishti | Srabon                    | Moushumi                                                   |
| 17  | 2006 | Na Bolona                    | Sojol                     | Riaz simla                                                 |
| 18  | 2011 | Fighter                      | A.C.P Bose                | jeet Srabanti Chatterjee                                   |
| 19  | 2013 | Porichoi                     | Salim                     | Prosenjit Chatterjee                                       |
| 20  | 2015 | Juge Juge Ami Tomari         |                           | Shakib Khan Apu Biswas                                     |
| 21  | 2012 | Khokha babu                  | Shankar Das a.k.a. Bhaiji | dev Subhasree Ganguly                                      |
| 22  | 2013 | Encounter                    |                           | Rajesh Sharma Biswajit Chakraborty Dheeraj Pandit Koel Das |
| 23  | 2010 | Jaago - Dare To Dream        | Shamim                    | arefin shuvo Bindu                                         |
| 24  | 2006 | Golapi Ekhon Bilatey         | Mukta                     | Mithun Chakraborty Moushumi Shabnur                        |

## Premios
- National Film Award (2010)
- Meril Prothom Alo Awards (TV 1998)
- National Film Award (2013)
- Meril Prothom Alo Awards 2010 - Nominated for best film actor for the movie 'Jaago'
- Meril Prothom Alo Awards 2011 - Nominated for best film actor for the movie 'Guerilla'
- Meril Prothom Alo Awards 2012 - Nominated for best film actor for the movie 'Hothat Sedin'
- Meril Prothom Alo Awards 2005 - Nominated for best film actor for the movie 'bolo na bhalobashi'